# حضور زنان در ورزشگاه‌های ایران

زنان ایرانی در ورزشگاه امجدیه در سال‌های میانی دهه ۱۳۴۰

حضور زنان در ورزشگاه‌های ایران در سال‌های پیش از انقلاب ۱۳۵۷ آزاد بود و زنان ایرانی می‌توانستند بازی‌های ملی و باشگاهی زنان و مردان را آزادانه تماشا کنند اما در سالهای بعد از انقلاب ۱۳۵۷ و در راستای سیاست‌های جمهوری اسلامی مبنی بر جداسازی زن و مرد و دیدگاه‌های مراجع تقلید شیعه در این باره محدود شد و تماشای مسابقات مردان در سالن یا ورزشگاه ممنوع شد. در سال‌های دهه‌های هفتاد و هشتاد این موضوع با درخواست زنان برای دیدن بازی‌های ورزشی مردان خصوصاً فوتبال (که محبوبترین ورزش ایران است) جدی‌تر شد و فشار کنفدراسیون‌های ورزشی آسیایی و جهانی برای پایان دادن به این ممنوعیت ابعاد تازه‌تری به این موضوع داد. ممنوعیت تماشای بازی مردان در ورزشگاه‌ها برای زنان نوعی تبعیض جنسی شمرده می‌شود. با این حال تا کنون گزارش‌هایی مبنی بر حضور غیرمجاز دختران با لباس پسرانه در ورزشگاه‌ها منتشر شده‌است.
همچون مردان که از تماشای ورزش زنان از نزدیک محروم‌اند، هواداران زن تیم‌های ورزشی نیز نمی‌توانند به تماشای تیم مردان محبوب خود بروند. جریان اعتراض به ممنوع بودن حضور زنان و دختران با اعتراضات، خودسوزی و خودکشی همراه بوده‌است و جمهوری اسلامی با مقاومت چندساله بالاخره مجبور به پذیرفتن حضور زنان در ورزشگاه برای تماشای مسابقات مردان شد. یکی از افرادی که با خودسوزی اعتراض خود را به حکم دادگاه مبنی بر مجازات وی به جرم حضور در ورزشگاه پرداخت دختری به نام سحر خدایاری معروف به دختر آبی بود که نتوانست برای تماشای تیم استقلال به ورزشگاه راه پیدا کند و در روز ۱۱ شهریور سال ۱۳۹۸ اعتراض خود را نسبت به قوانین حکومتی با خودسوزی خود نشان داد. این حرکت اعتراضی با واکنش هنرمندان و سیاستمداران خارجی و ایرانی از جمله پروانه سلحشوری، فرهاد مجیدی، امیر قلعه نویی، وریا غفوری، علی کریمی، علی مطهری همراه بود و بسیاری از بازیکنان باشگاه استقلال تاسف و نگرانی خود را اعلام کردند.
در سال‌های اخیر فعالان حقوق زنان خواستار آزاد شدن حضور زنان برای تماشای مسابقات ورزشی مردان شده‌اند. از آن جمله می‌توان به تلاش برای ورود به بازی فوتبال ایران آلمان در سال ۱۳۸۳ و همچنین کمپین «دفاع از حق ورود زنان به ورزشگاه‌ها» با شعار «حق زن، نیمی از آزادی» (کمپین چهارشنبه سفید و روسری سفیدها) اشاره کرد. سرانجام با فرصت تعیین شده رئیس فیفا جانی اینفانتینو برای آزاد کردن ورود زنان به استادیوم، قوانین تغییر کرد و اعلام کرد از اکتبر ۲۰۱۹ قانون ممنوعیت ورود زنان به استادیوم را لغو خواهد کرد. پیش از این دولت عربستان نیز از ژانویه ۲۰۱۸ ورود بانوان به استادیوم را آزاد کرده بود.
سرانجام در روز ۱۸ مهر ۱۳۹۸ برای اولین پس از انقلاب ۱۳۵۷، زنان ایرانی به صورت رسمی در دیدار تیم ملی مردان ایران و کامبوج در مسابقات مقدماتی جام جهانی فوتبال ۲۰۲۲ پس از خرید بلیط اینترنتی وارد ورزشگاه آزادی شدند و از نزدیک این مسابقه فوتبال را تماشا کردند.

## نخستین حضور

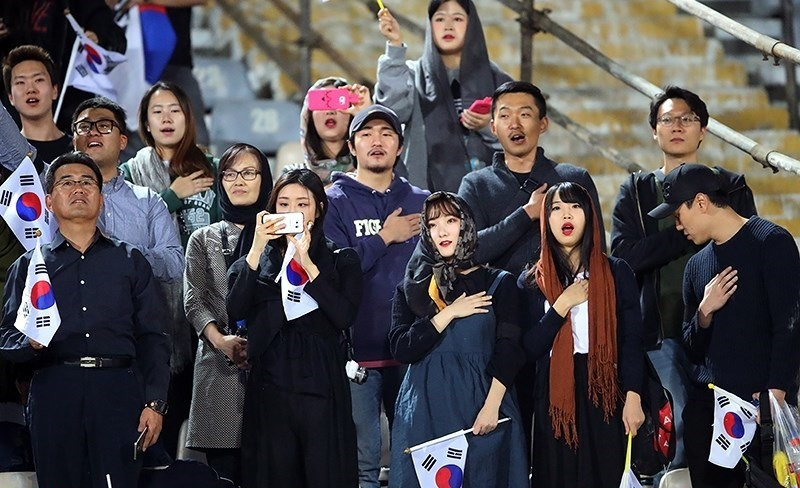
با وجود محدودیت برای زنان ایرانی، زنان خارجی می‌توانند در ورزشگاه‌های ایران حضور یابند

نخستین حضور زنان در ورزشگاه آزادی در سال ۱۳۷۷ و در جریان استقبال از بازیکنان تیم ملی که توانسته بودند به جام جهانی ۱۹۹۸ صعود کنند اتفاق افتاد. با وجود آنکه از زنان برای این حضور دعوت نشده بود اما آنان با حضور خود توانستند در ورزشگاه حاضر شوند. نخستین حضور زنان در هنگام یک بازی فوتبال در جریان بازی ایران و ایرلند در سال ۱۳۸۱ اتفاق افتاد که تعدد محدودی از زنان ایرلندی توانستند وارد ورزشگاه آزادی شوند. این امر با اعتراض فعالان جنبش زنان ایران مواجه شد چرا که معتقد بودند ممنوعیت حضور زنان فقط برای زنان ایرانی است. حضور زنان خارجی بعدها بارها و بارها در هنگامه برگزاری بازی‌های بین‌المللی تیم ملی ایران تکرار شد و زنان کره‌ای، ژاپنی، چینی و سوری توانستند وارد ورزشگاه آزادی بشوند اما حضور زنان ایرانی همچنان ممنوع است.
نخستین حضور زنان ایرانی در ورزشگاه‌های ایران به بازی ایران و بحرین در مقدماتی جام جهانی ۲۰۰۶ بازمی‌گردد. در این بازی که ایران به جام جهانی صعود کرد، علاوه بر زنان، سیدمحمد خاتمی رئیس‌جمهور وقت ایران نیز از تماشاگران ویژه بود. فیلم آفساید، که دربارهٔ دخترانی است که برای ورود به ورزشگاه آزادی تلاش می‌کنند نیز در طول همین بازی فیلمبرداری شده‌است. بار دیگر با همبستگی زنان کره‌ای، چهار دختر ایرانی توانستند در سال ۱۳۷۸ وارد ورزشگاه آزادی شوند.

## تلاش‌ها جهت حضور بانوان در ورزشگاه‌ها

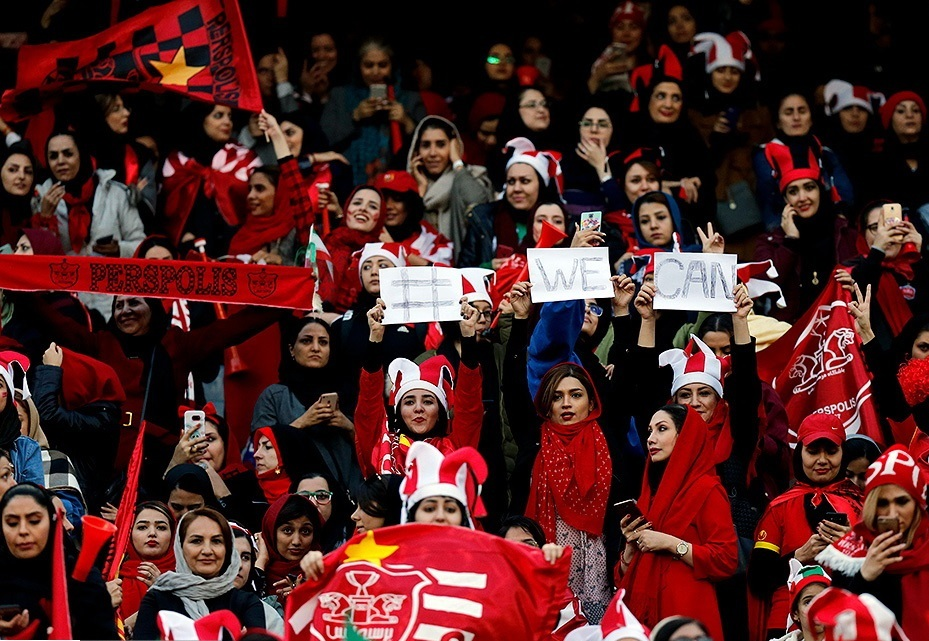
زنان به شکل رسمی، در فینال لیگ قهرمانان آسیا ۲۰۱۸ هم حاضر شدند اما در این دوران، اعلام نشد که این حضور، ادامه‌دار خواهد بود

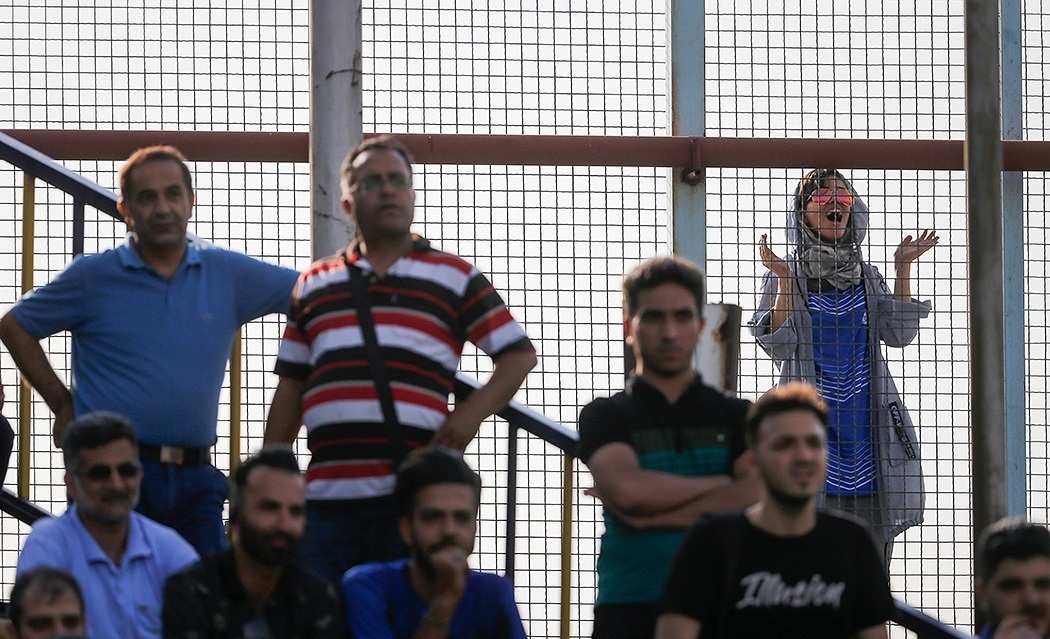
حضور زنان در تمرینات تیم‌ها هم با محدودیت‌هایی روبرو است

در آغاز سال ۱۳۸۵ محمود احمدی‌نژاد، رئیس‌جمهور ایران با ارسال نامه‌ای به رئیس سازمان تربیت بدنی خواستار فراهم کردن امکانات حضور زنان در ورزشگاه‌ها شد. این نامه با اظهارنظرهای متفاوتی در میان مسئولان کشور، نمایندگان مجلس شورای اسلامی و خبرگزاری‌های خارجی همراه شد. و با مخالفت صریح گروهی از روحانیون در شهر قم نتوانست آن را به اجرا بگذارد و از تصمیم خود صرف نظر کرد. احمد خاتمی خطیب محافظه‌کار نماز جمعه تهران مهم‌ترین عامل مخالفت روحانیون با حضور زنان در ورزشگاه‌ها را اهمیت رعایت حجاب و عفاف دانست و گفت نمی‌توان تضمینی بر رعایت آن در صورت حضور زنان در ورزشگاه‌ها برای تماشای مسابقات ورزشی داد.
در شهریور ۱۳۸۷ خبرهایی مبنی بر این که زنان می‌توانند بازی‌های زیر نظر ای اف سی را تماشا کنند منتشر شد، اما به هفت دختری که برای دیدن بازی سایپا و بنیادکار به ورزشگاه آزادی رفته بودند اجازه ورود داده نشد.
در زمان برگزاری بازی‌های باشگاهی و به ویژه لیگ برتر فوتبال ایران و لیگ قهرمانان آسیا زنان ایرانی به دفعات مختلف با تغییر چهره و ظاهر سعی در حضور در ورزشگاه‌ها داشتند، از جمله در فروردین ۱۳۹۲ که یک دختر با تغییر چهره وارد ورزشگاه آزادی شد و بازی استقلال و الهلال را تماشا کرد. در هفته هفدهم لیگ برتر فوتبال ایران ۱۳۹۶–۹۷، در مسابقه بین فولاد و پرسپولیس یک دختر اهوازی با نام «شبنم» با هدف لغو منع حضور بانوان در ورزشگاه‌ها خود را به‌شکل پسر درآورد و این مسابقه را از نزدیک تماشا کرد؛ او اعلام کرد تماشاگران مرد اطرافش رفتار خوبی داشتند و تمام مسائل را رعایت کردند. این تلاش‌ها همواره موفق نبوده‌اند و به عنوان مثال در جریان بازی استقلال و العین در خرداد ۱۳۹۶ یک دختر استقلالی که با ظاهر پسرانه وارد ورزشگاه شده بود توسط نیروی انتظامی دستگیر شد.
در اثنای برگزاری فصل فوتبالی ۹۷–۹۸ لیگ برتر طرفداران تیم تراکتور تبریز درجهت حمایت از حضور زنان در استادیوم‌ها راس دقیقه ۲۴ مسابقه شعارهایی سر دادند و چندین بازی هم به‌صورت مبدل و مخفیانه وارد استادیوم سهند شده بودند.
در خرداد ۱۳۹۷ و بعد از کش و قوس‌های فراوان زنان توانستند برای تماشای بازی‌های تیم ملی که در ورزشگاه آزادی پخش مستقیم می‌شدند وارد ورزشگاه شوند تا برای نخستین بار زنان ایرانی به شکل گسترده وارد ورزشگاه‌های فوتبال شوند.

### خودسوزی سحر خدایاری
در شهریور ۱۳۹۸ سحر خدایاری که در رسانه‌ها به دختر آبی مشهور شد، اسفند ۱۳۹۷ برای دیدن مسابقهٔ بین استقلال تهران و العین امارات به ورزشگاه رفته و بازداشت شده بود، در مقابل دادگاهی در تهران اقدام به خودسوزی کرد. به گفتهٔ یک منبع قضائی «این دختر که به دلیل پوشش غیرمناسب و درگیری با مأموران انتظامی بازداشت و پرونده‌ای برای او تشکیل شده بود، در مراحل پیگیری پرونده و هنگام خروج از دادگاه در اقدامی غیرمنتظره خودش را به آتش کشیده‌است». در پی این اتفاق تعدادی از فوتبالیست‌های ایرانی مانند مسعود شجاعی، وریا غفوری، خسرو حیدری، محمد تقوی، حنیف عمران‌زاده، میلاد میداوودی، میلاد زکی‌پور و فرشید اسماعیلی به این موضوع واکنش نشان دادند و به جلوگیری از ورود زنان به ورزشگاه‌ها انتقاد کردند. این دختر در روز ۱۸ شهریور ۱۳۹۸ بر اثر شدت سوختگی در گذشت.

### اولین حضور رسمی در استادیوم فوتبال
در روز پنج‌شنبه ۱۸ مهر ۱۳۹۸ عده‌ای از بانوان ایرانی برای اولین بار، رسماً به عنوان تماشاگر زن فوتبال به استادیوم آزادی در تهران راه یافتند تا بازی ایران و کامبوج را از نزدیک تماشا کنند. این اولین مرتبه بود که زن‌های ایرانی نه با دعوت‌نامه یا با لباس مبدل و در نقش مرد، بلکه به عنوان زن فوتبال‌دوست بلیت خریدند و به تماشای بازی فوتبال رفتند. حضور زنان در این بازی در شرایطی ممکن شد که فدراسیون جهانی فوتبال تهدید کرده بود که در صورت ممانعت مجدد ایران از حضور زنان در ورزشگاه‌ها فوتبال ایران را محروم خواهد کرد.

## نظرسنجی‌ها
طبق نتایج نظرسنجی مرکز افکارسنجی دانشجویان ایران (ایسپا) که در تاریخ ۲۱ شهریور سال ۱۳۹۶ در گستره ملی انجام گردید، ۶۱٫۱ درصد مردم ایران موافق حضور زنان در ورزشگاه‌ها هستند.

## حکم شرعی
در سال ۱۳۹۷، مرکز بررسی‌های استراتژیک در راستای اقدامی عملی برای حل این مسئله، پروژه‌ای را با عنوان «حضور زنان در ورزشگاه‌ها-پژوهش فقهی» به پژوهشگاه علوم و فرهنگ اسلامی سفارش داد. این پژوهش توسط جواد فخار طوسی انجام شد. نتیجهٔ به دست آمده از بخش اول پژوهش این است که با در نظر گرفتن ذات موضوع (یعنی حضور زنان در ورزشگاه‌ها)، بدون توجه به عناوین جانبی، حکم اولی شرعی این مسئله، مباح بودن و مجاز دانسته‌شدن است؛ لذا بانوان می‌توانند در ورزشگاه‌ها به عنوان تماشاگر و درکنار مردان حاضر باشند. در فصل دوم بخش دوم پژوهش نیز نشان داده می‌شود که عناوین عارضی مثبت هم چون نقش این حضور در مقابله با آسیب‌های اجتماعی و سالم سازی محیط‌های ورزشی، هیچ‌گونه تأثیری در حکم شرعی ندارد. در نتیجه، حکم اولی شرعی یعنی مجاز بودن حضور زنان در ورزشگاه‌ها، با هیچ استثنایی رو به رو نمی‌گردد و تأیید می‌شود.